# Salome Jens
Salome Jens (nacida el 8 de mayo de 1935) es una bailarina y actriz estadounidense de teatro, cine y televisión. Es conocida por interpretar a Female Changeling en Star Trek: Deep Space Nine (1994–1999).

## Primeros años
Jens nació en Milwaukee, Wisconsin de Salomea (née Szujewski) y Arnold John Jens, un granjero y constructor.[cita requerida] En julio de 1969, comentó que "el único momento en que puedo imaginarme contemplando el suicidio sería si me dijeran que tengo que volver y vivir en Milwaukee para siempre", comentario por el que más tarde se disculpó.
Jens se especializó en arte dramático en la Universidad del Noroeste, y fue alumna de danza de Martha Graham. En Nueva York, estudió interpretación en HB Studio.

## Carrera

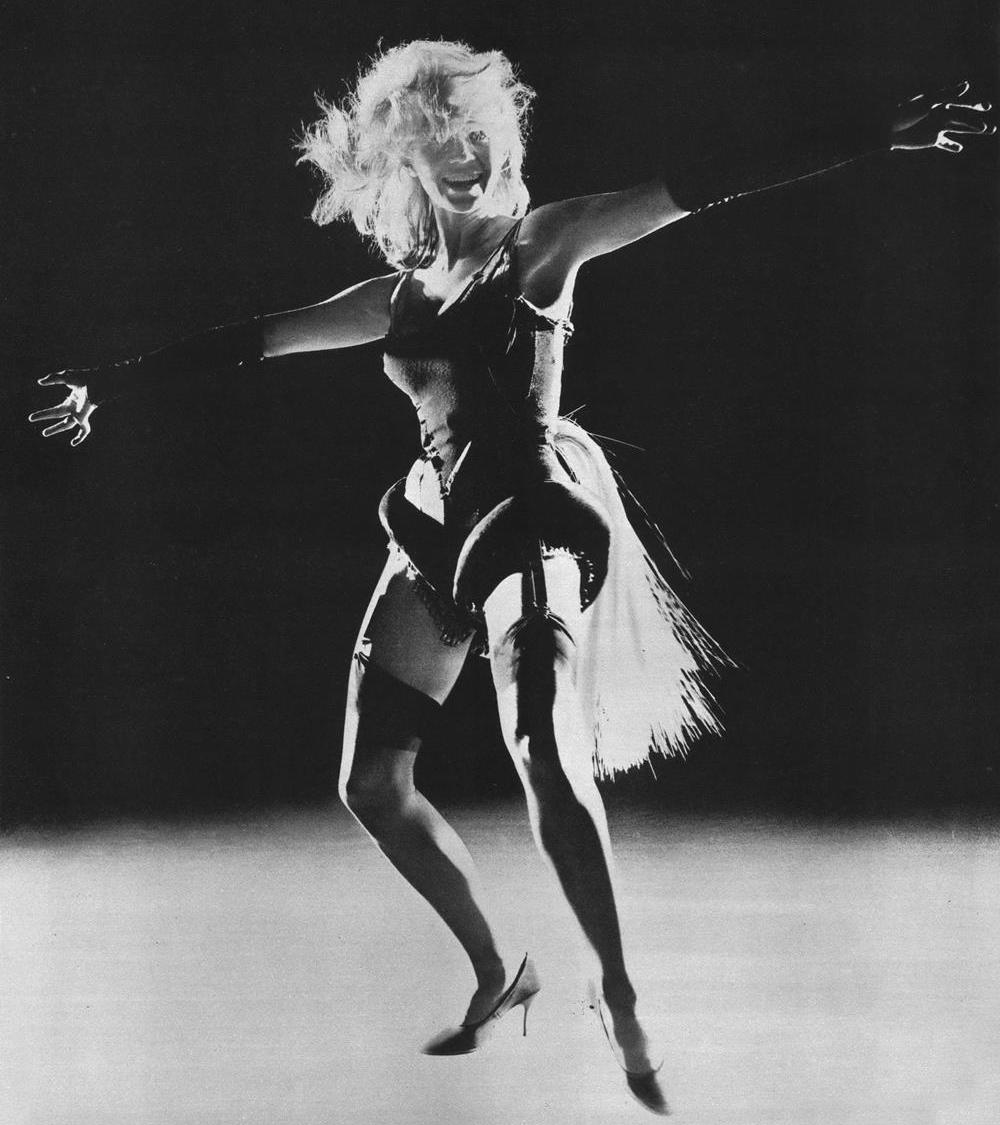
Jens en la producción de off-Broadway de The Balcony, c. 1961

Jens interpretó el papel de ladrona en el estreno neoyorquino de la obra de Jean Genet The Balcony. A finales de la década de 1960 obtuvo excelentes críticas interpretando a Josie en A Moon for the Misbegotten, en el Circle in the Square Theatre de Nueva York, y en 1972 apareció en Antony and Cleopatra con la compañía American Shakespeare Theatre.
Jens hizo su primera aparición en el cine en Terror from the Year 5000 (1958), que más tarde apareció en la octava temporada de Mystery Science Theater 3000. Sus otros papeles notables cinematográficos ocurrieron en Angel Baby (1961), The Fool Killer (1965), Seconds (1966), Me, Natalie (1969), Savages (1972), The Boy Who Talked to Badgers (1975), Diary of the Dead (1976), Cloud Dancer (1980), Harry's War (1981) y Just Between Friends (1986).
Jens apareció el 7 de abril de 1962, en el episodio de The Defenders como una estríper. En 1963, apareció en The Untouchables y The Outer Limits. Otros papeles como invitada en la década de 1960 fueron en The Rat Patrol y en el episodio de I Spy. En 1967, se unió al elenco de la telenovela Love Is a Many Splendored Thing, interpretando el papel de Audrey Hurley por 500 episodios hasta 1973.
Durante la década de 1970, Jens apareció en episodios en programas de televisión tales como Bonanza, Gunsmoke, McMillan and Wife, The New Land, Gibbsville y Medical Center. En 1976–77, Jens interpretó el papel de Mae Olinski en 43 episodios en la parodia de telenovela Mary Hartman, Mary Hartman.
En la década de 1980, Jens apareció en episodios de programas incluyendo The Colbys, Cagney & Lacey, MacGyver, Falcon Crest, The Hogan Family y The Wonder Years. Interpretó a la madre de Clark Kent Martha Kent en varios episodios de la serie de televisión Superboy (1988-92), y en 1992-93, apareció en un arco de tres episodios de la séptima temporada de L.A. Law. Apareció como Joan Campbell en varios episodios de Melrose Place en la temporada 1 (1992-93) y de nuevo más tarde en un episodio de la temporada 6 (1997).
Jens apareció en el episodio de 1993 de Star Trek: The Next Generation titulado "The Chase" como miembro de la raza responsable de poblar la galaxia con formas de vida humanoides. Tuvo un papel recurrente durante cinco temporadas de Star Trek: Deep Space 9 como la totalitaria Female Changeling (1994-99).
Jens narró varios documentales, entre ellos The Great War and the Shaping of the 20th Century y puso voz a la mujer guardián en la película Green Lantern (2011). En 2018, Jens prestó su voz para el videojuego Star Trek Online, retomando su papel de Female Changeling.

## Premios
- Back Stage West Garland Awards, premio en 2007 por su papel en la obra Leipzig[10]

## Filmografía

### Cine
| Año  | Título                    | Papel                      | Notas         |
| ---- | ------------------------- | -------------------------- | ------------- |
| 1956 | Showdown at Ulcer Gulch   | Bryn Mawr                  | Cortometraje  |
| 1958 | Terror from the Year 5000 | Mujer del futuro/enfermera |               |
| 1961 | Angel Baby                | Angel Baby                 |               |
| 1965 | Violent Journey           | Mrs. Dodd                  |               |
| 1966 | Seconds                   | Nora Marcus                |               |
| 1969 | Me, Natalie               | Shirley Norton             |               |
| 1972 | Savages                   | Emily Penning              |               |
| 1976 | Diary of the Dead         | Vera                       |               |
| 1980 | Cloud Dancer              | Jean Randolph              |               |
| 1981 | Harry's War               | Wilda Crawley              |               |
| 1986 | Just Between Friends      | Helga                      |               |
| 1998 | I'm Losing You            | Diantha Krohn              |               |
| 2001 | Cats & Dogs               | Collie en HQ (voz)         |               |
| 2001 | Room 101                  | Edie                       |               |
| 2011 | Green Lantern             | Mujer Guardián             |               |
| 2014 | A Place for Heroes        | Older Lily                 |               |
| 2016 | Norm of the North         | Concejala Klubeck (voz)    |               |
| TBA  | Finding Hannah            | Hannah 2                   | Posproducción |

### Televisión
| Año       | Título                                   | Papel                              | Notas                                                       |
| --------- | ---------------------------------------- | ---------------------------------- | ----------------------------------------------------------- |
| 1958      | Kraft Television Theatre                 | Rita                               | "The Eighty Seventh Precinct"                               |
| 1958      | The Investigator                         | The Sought-for Wife                | "1.7"                                                       |
| 1959      | Play of the Week                         | Dunyasha                           | "The Cherry Orchard"                                        |
| 1961      | The Million Dollar Incident              | Sheila                             | TV film                                                     |
| 1961      | The United States Steel Hour             | Gerta Blake                        | "Man on the Mountain Top"                                   |
| 1961      | Great Ghost Tales                        | Emily Hunter                       | "Who Is the Fairest One of All?"                            |
| 1962      | The Defenders                            | Fay Dumont                         | "The Naked Heiress"                                         |
| 1962      | Naked City                               | Ellen Annis                        | "Goodbye Mama, Hello Auntie Maud"                           |
| 1962      | Stoney Burke                             | Mavis Hazelton                     | "Spin a Golden Web"                                         |
| 1962      | The Untouchables                         | Eva Tobek                          | "Arsenal"                                                   |
| 1963      | The Untouchables                         | Marcie Remp                        | "The Man in the Cooler"                                     |
| 1963      | Alcoa Premiere                           | Madelyn Warren                     | "The Dark Labyrinth"                                        |
| 1963      | The Outer Limits                         | Laurie Cameron                     | "Corpus Earthling"                                          |
| 1966      | The Rat Patrol                           | Patricia Bauer                     | "The Blind Man's Bluff Raid"                                |
| 1966      | Barefoot in Athens                       | Theodote                           | Telefilme                                                   |
| 1967      | I Spy                                    | Lindy                              | "A Room with a Rack"                                        |
| 1967-1973 | Love Is a Many Splendored Thing          | Audrey Hurley                      | Telenovela                                                  |
| 1970      | Bonanza                                  | Madge Tucker                       | "The Wagon"                                                 |
| 1970      | Medical Center                           | Dr. Abby Whitten                   | "Undercurrent"                                              |
| 1971      | The Deadly Dream                         | Mary                               | Telefilme                                                   |
| 1971      | Gunsmoke                                 | Josephine Burney                   | "Captain Sligo"                                             |
| 1973      | Gunsmoke                                 | Katherine                          | "Talbot"                                                    |
| 1974      | ABC's Wide World of Entertainment        | Ann                                | "The Satan Murders"                                         |
| 1974      | McMillan & Wife                          | 'Boom Boom' Parkins                | "Reunion in Terror"                                         |
| 1974      | Parker Adderson, Philosopher             | Alice                              | Cortometraje televisivo                                     |
| 1975      | Medical Center                           | Heather Caddison                   | "The Fourth Sex: Parts 1 & 2"                               |
| 1975      | The Jolly Corner                         | Alice Staverton                    | Cortometraje televisivo                                     |
| 1975      | Petrocelli                               | Leah Barnes                        | "A Deadly Vow"                                              |
| 1975      | The Boy Who Talked to Badgers            | Esther MacDonald                   | película de Disney                                          |
| 1976      | The Blue Knight                          | Christine Barnes                   | "Everybody Needs a Little Attention"                        |
| 1976      | All's Fair                               | Barbara Murray                     | "Strange Bedfellows"                                        |
| 1976      | Kojak                                    | Olga Nurell                        | "Out of the Shadows"                                        |
| 1976      | Gibbsville                               | Phyllis                            | "Saturday Night"                                            |
| 1976–77   | Mary Hartman, Mary Hartman               | Mae Olinski                        | Papel secundario (temporadas 1–2)                           |
| 1977      | In the Glitter Palace                    | Judge Kendis Winslow               | Telefilme                                                   |
| 1977      | Sharon: Portrait of a Mistress           | Terri                              | Telefilme                                                   |
| 1977      | Barnaby Jones                            | Estelle Wilson / Rosalynn Vickers  | "The Reincarnation"                                         |
| 1979      | From Here to Eternity                    | Gert Kipfer                        | Miniserie de televisión                                     |
| 1979      | Meeting of Minds                         | Emperatriz Theodora                | "Empress Theodora: Parts 1 & 2"                             |
| 1980      | From Here to Eternity                    | Gert Kipfer                        | "Pearl Harbor"                                              |
| 1980      | The Golden Moment: An Olympic Love Story | Ilyena                             | Telefilme                                                   |
| 1980      | Hagen                                    | Margaret                           | "The Rat Pack"                                              |
| 1981      | A Matter of Life and Death               | Murphy                             | Telefilme                                                   |
| 1981      | Hart to Hart                             | Sylvia Williams                    | "Harts and Flowers"                                         |
| 1981      | The Two Lives of Carol Letner            | Dr. Miller                         | Telefilme                                                   |
| 1981      | Quincy, M.E.                             | Lana Chesnell                      | "Dead Stop"                                                 |
| 1982      | Tomorrow's Child                         | Laura Pressburg                    | Telefilme                                                   |
| 1982      | Trapper John, M.D.                       | Helen McCall                       | "The One and Only"                                          |
| 1983      | Uncommon Valor                           | Nurse Ann Botts                    | Telefilme                                                   |
| 1983      | Grace Kelly                              | Mady Christians                    | Telefilme                                                   |
| 1983      | A Killer in the Family                   | Alice Johansen                     | Telefilme                                                   |
| 1985      | Eye to Eye                               | Nita                               | "Dumb Death of Blonde"                                      |
| 1985      | Playing with Fire                        | Dr. Becker                         | Telefilme                                                   |
| 1986      | The Colbys                               | Mrs. McAllister                    | "Fallon's Choice"                                           |
| 1986      | Cagney & Lacey                           | Ann McIntyre                       | "Exit Stage Center"                                         |
| 1986      | MacGyver                                 | Hermana Margaret                   | "The Road Not Taken"                                        |
| 1987      | CBS Summer Playhouse                     | Glenda Davis                       | "Barrington"                                                |
| 1987      | Falcon Crest                             | Claudia Chadway                    | "New Faces", "Sweet Revenge", "Manhunt", "Hunter's Moon"    |
| 1988–1992 | Superboy                                 | Martha Kent                        | Papel regular                                               |
| 1989      | Valerie                                  | Catherine                          | "Paris: Parts 1-3"                                          |
| 1989      | Cast the First Stone                     | Hermana Angela                     | Telefilme                                                   |
| 1990      | The Wonder Years                         | Miss Stebbins                      | "Faith"                                                     |
| 1991      | Under Cover                              | Hausman                            | "Sacrifices"                                                |
| 1991      | Before the Storm                         | Hausman                            | Telefilme                                                   |
| 1992      | Tales from the Crypt                     | Mrs. Pritchard                     | "Maniac at Large"                                           |
| 1992–93   | L.A. Law                                 | Beatrice Schuller                  | "Helter Shelter", "Spanky and the Art Gang", "Bare Witness" |
| 1992–1997 | Melrose Place                            | Joan Campbell                      | Papel invitada (temporadas 1, 6)                            |
| 1993      | Star Trek: The Next Generation           | Progenitora humanoide              | "The Chase"                                                 |
| 1994–1999 | Star Trek: Deep Space Nine               | Female Changeling                  | Papel recurrente (temporadas 3–4, 6–7)                      |
| 1996      | The Lottery                              | Faith Lloyd                        | Telefilme                                                   |
| 1996      | 1914-1918                                | Narradora (versión estadounidense) | Miniserie documental para televisión                        |
| 1997      | Nothing Sacred                           | Gussie                             | "Roman Catholic Holiday"                                    |
| 1999      | Star Trek: Hidden Evil                   | Xa-Tal (voz)                       | Videojuego                                                  |
| 2001      | Matisse & Picasso: A Gentle Rivalry      | Narradora (voz)                    | Cortometraje televisivo                                     |
| 2003      | The Wild Thornberrys                     | Ballena jorobada (voz)             | "Ice Follies"                                               |
| 2007      | Avatar: The Last Airbender               | Voces adicionales                  | Episodio: "'The Puppetmaster                                |
| 2010      | Star Trek Online                         | Female Changeling (voz)            | Videojuego                                                  |
| 2010      | The Event                                | Old Violet                         | "Loyalty"                                                   |